# Satyros z Elidy

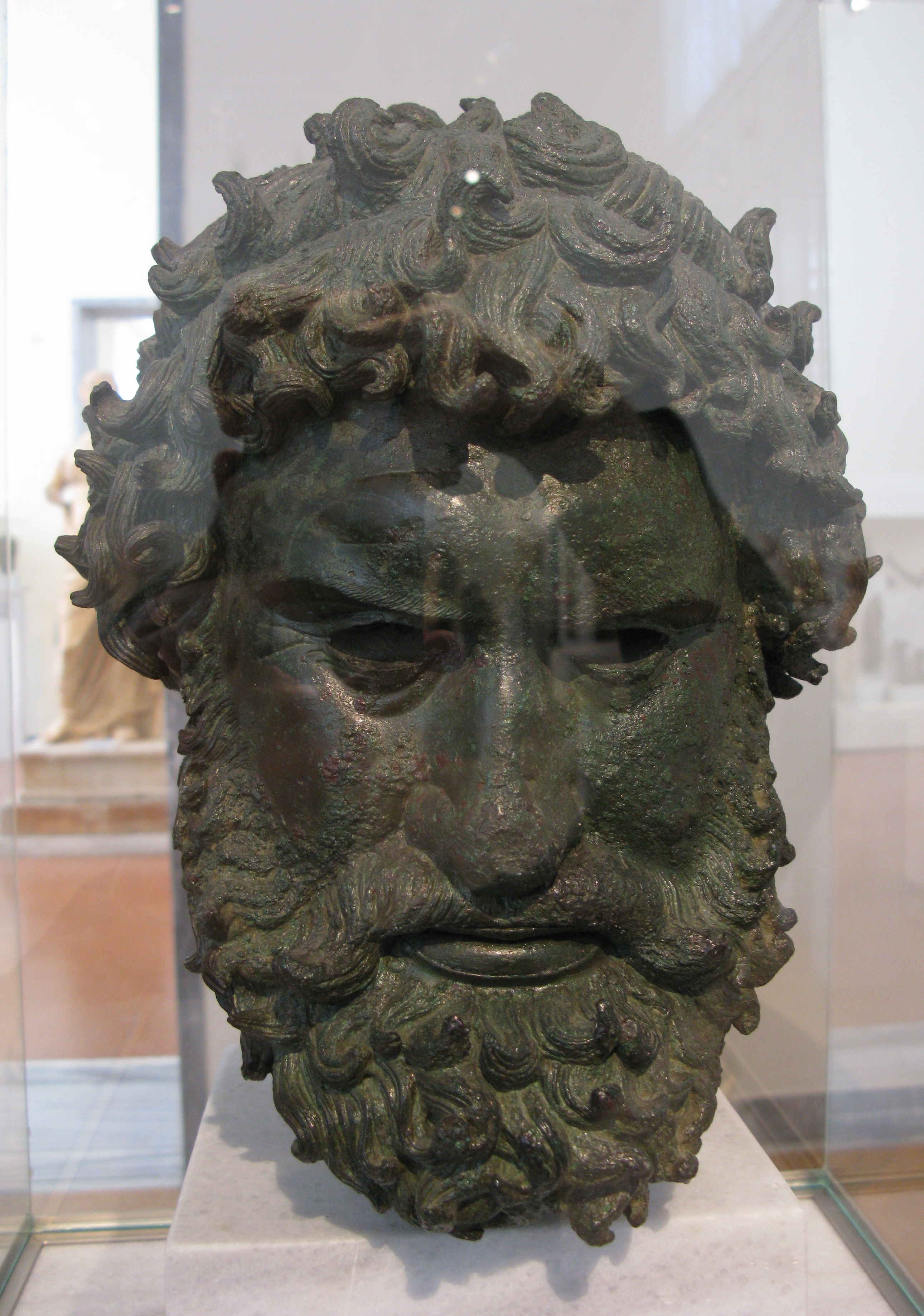
Brązowa głowa z Olimpii, uważana za wizerunek Satyrosa dłuta Sylaniona z Aten

Satyros z Elidy (gr. Σάτυρος) – starożytny grecki bokser, olimpijczyk.
Był synem Lyzjanaksa z Elidy, należał do szanowanego rodu Jamidów, jasnowidzów. Dwie olimpiady z rzędu, w 368 i 364 roku p.n.e., odniósł zwycięstwo w zawodach bokserskich. Ponadto tryumfował dwukrotnie w Delfach i pięciokrotnie w Nemei, a także zwyciężył na igrzyskach ku czci Amfiaraosa w Oropos.
W Olimpii znajdował się jego posąg dłuta Ateńczyka Sylaniona, wzmiankowany przez Pauzaniasza (Wędrówka po Helladzie VI 4,5). Za fragment tego posągu uznawana jest odnaleziona w 1880 roku naturalnej wielkości brązowa głowa.